# Руткі-Нові
Руткі-Нові (пол. Rutki Nowe) — село в Польщі, у гміні Августів Августівського повіту Підляського воєводства.
Населення — 369 осіб (2011).
У 1975-1998 роках село належало до Сувальського воєводства.

## Демографія
Демографічна структура станом на 31 березня 2011 року:
|          | Загалом | Допрацездатний вік | Працездатний вік | Постпрацездатний вік |
| -------- | ------- | ------------------ | ---------------- | -------------------- |
| Чоловіки | 192     | 37                 | 138              | 17                   |
| Жінки    | 177     | 31                 | 112              | 34                   |
| Разом    | 369     | 68                 | 250              | 51                   |